# Ljubica Vuković-Dulić
Ljubica Vuković-Dulić (Subotica) je kulturna djelatnica zajednice bačkih Hrvata iz Tavankuta. Po struci je povjesničarka umjetnosti i muzeolog. Kustosica je u Gradskom muzeju u Subotici.
Studirala je u Zagrebu na Filozofskom fakultetu na kojem je diplomirala povijest i povijest umjetnosti te muzeologiju.
Predsjednica je tavankutske Galerije Prve kolonije naive u tehnici slame. Moderatorica je tradicijskog Okruglog stola na sazivima Kolonije naive u tehnici slame.
Članke i prikaze objavila je u Godišnjaku za znanstvena istraživanja ZKVH-a, Ex Pannonia na znanstvenim seminarima na temu bunjevačkih Hrvata, slikarstvu bunjevačkih Hrvata i dr.
Članica je uredništva Nove riječi,  časopis za književnost i umjetnost Nova riječ koji izlazi na hrvatskom jeziku.
Bila je stručna suradnica pri snimanju dokumentarnog filma Branka Ištvančića Od zrna do slike.
Članica je Povjerenstva za likovne radove za likovno-literarni natječaj Moj lipi zavičaj koji su raspisali u povodu Godine hrvatskih velikana u Vojvodini, Hrvatsko nacionalno vijeće, Zavod za kulturu vojvođanskih Hrvata i NIU Hrvatska riječ. Ostale članice povjerenstva su Jasmina Vidaković Jovančić i Olga Šram.
Zamjenica je predsjednika HKPD Matija Gubec iz Tavankuta od 30. travnja 2007. godine.